# Alfred Baum (Politiker)
Alfred Baum (* 19. Mai 1881 in Werdau; † 25. August 1947 in Brunndöbra) war ein deutscher Politiker (DVP).

## Leben
Nach dem Besuch der Bürgerschule in Werdau wurde Baum von 1895 bis 1901 am Lehrerseminar in Auerbach zum Volksschullehrer ausgebildet. Im Anschluss war er als Lehrer an einer Volksschule in Brunndöbra tätig.
Nach dem Ersten Weltkrieg unterrichtete Baum erneut als Volksschullehrer. Außerdem trat er in die Deutsche Volkspartei (DVP) ein. Am 8. Juli 1931 zog er im Nachrückverfahren für den ausgeschiedenen Abgeordneten Georg Bellmann in den im September 1930 gewählten fünften Reichstag der Weimarer Republik ein. Diesem gehörte er in der Folge fast genau ein Jahr, bis zur Reichstagswahl vom Juli 1932, als Vertreter des Wahlkreises 30 (Chemnitz-Zwickau) an.